# Bridão
Bridão é um tipo de embocadura usada em cavalos. Muitos treinadores recomendam que ela seja a primeira a ser utilizada, principalmente em potros no inicio do processo de doma. Pode ser feito de ferro, material emborrachado ou ainda em aço inoxidável (preferencialmente). A maioria tem apenas uma articulação central, a qual gera uma pressão no palato (céu da boca) nas barras e nas comissuras labiais, sendo assim favorece que o cavalo levante a cabeça, porém é muito usado para realizar flexões de nuca.
É também conhecido , em alguns locais , como "Doma" ou "professora".